# Godovik
Godovik (en serbe cyrillique : Годовик) est un village de Serbie situé dans la municipalité de Požega, district de Zlatibor. Au recensement de 2011, il comptait 233 habitants.
Sur le territoire de ce village se trouve le complexe de l'église Saint-Georges de Godovik, construit entre le XVIIe siècle et le XXe siècle et classés sur la liste des monuments culturels de Serbie.

## Démographie

### Évolution historique de la population
| 1948 | 1953 | 1961 | 1971 | 1981 | 1991 | 2002 | 2011 |
| ---- | ---- | ---- | ---- | ---- | ---- | ---- | ---- |
| 655  | 644  | 576  | 471  | 436  | 326  | 289  | 233  |

|  |

## Personnalité
Le héros national Vladimir Radovanović (1906-1943) est né à Godovik.